# Holmérz
Holmérz är ett svenskt dansband, bildat 2020 i Stockholm av Ronny Norberg och Dan Allinger.
Alla texter handlar om länspolismästaren Hans Holmér och bandet fick snabbt spridning, trots ett fåtal men fullsatta spelningar.

## Diskografi
Källa:
Album
- Holmérz (2022)
- Buggat Live: Holmérz på Scala (2023)

Singlar
- Blommer och hembakta kaker
- Vi ska fan inte till VM!
- Snart kommer tomten med piketen
- Jag vill ha kvinnorna SollefteÅsa
- Revolverman